# Grund (Vejprty)
Vejprty-Grund (deutsch Weipert-Grund) ist eine Ortslage von Vejprty (Weipert) im mittleren Erzgebirge, Tschechien. Er liegt nördlich von Vejprty am Pöhlbach und an der Landesgrenze zu Deutschland gegenüber dem Bärensteiner Ortsteil Kühberg. Die einstige Siedlung war der älteste Teil der tschechischen Grenzstadt Vejprty (Weipert). Aufgrund der Lage an der Grenze zu Deutschland wurde der Ortsteil nach 1945 nahezu vollständig abgetragen.

## Geografie

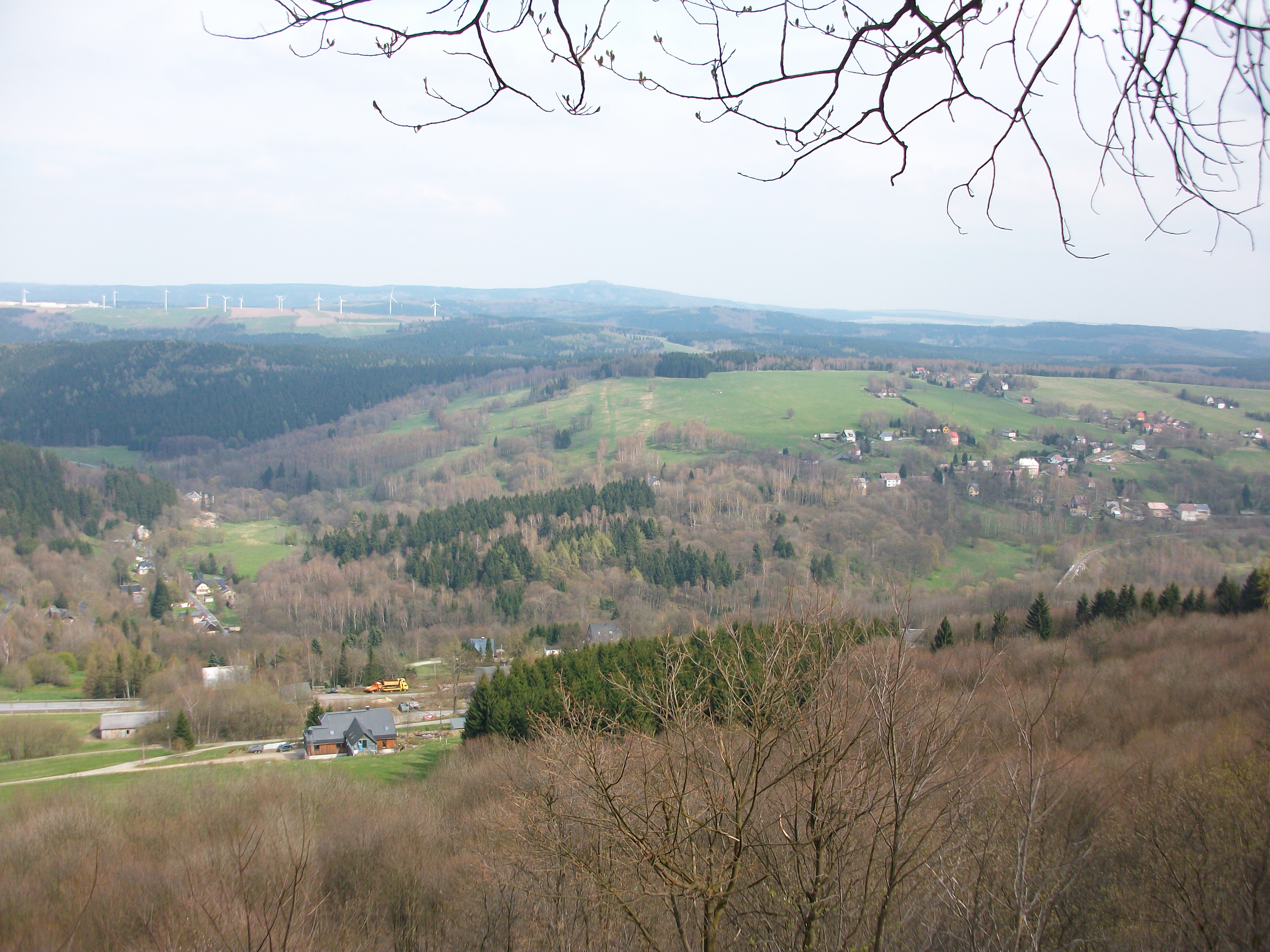
Blick nach Vejprty-Grund vom Berg Bärenstein (2017)

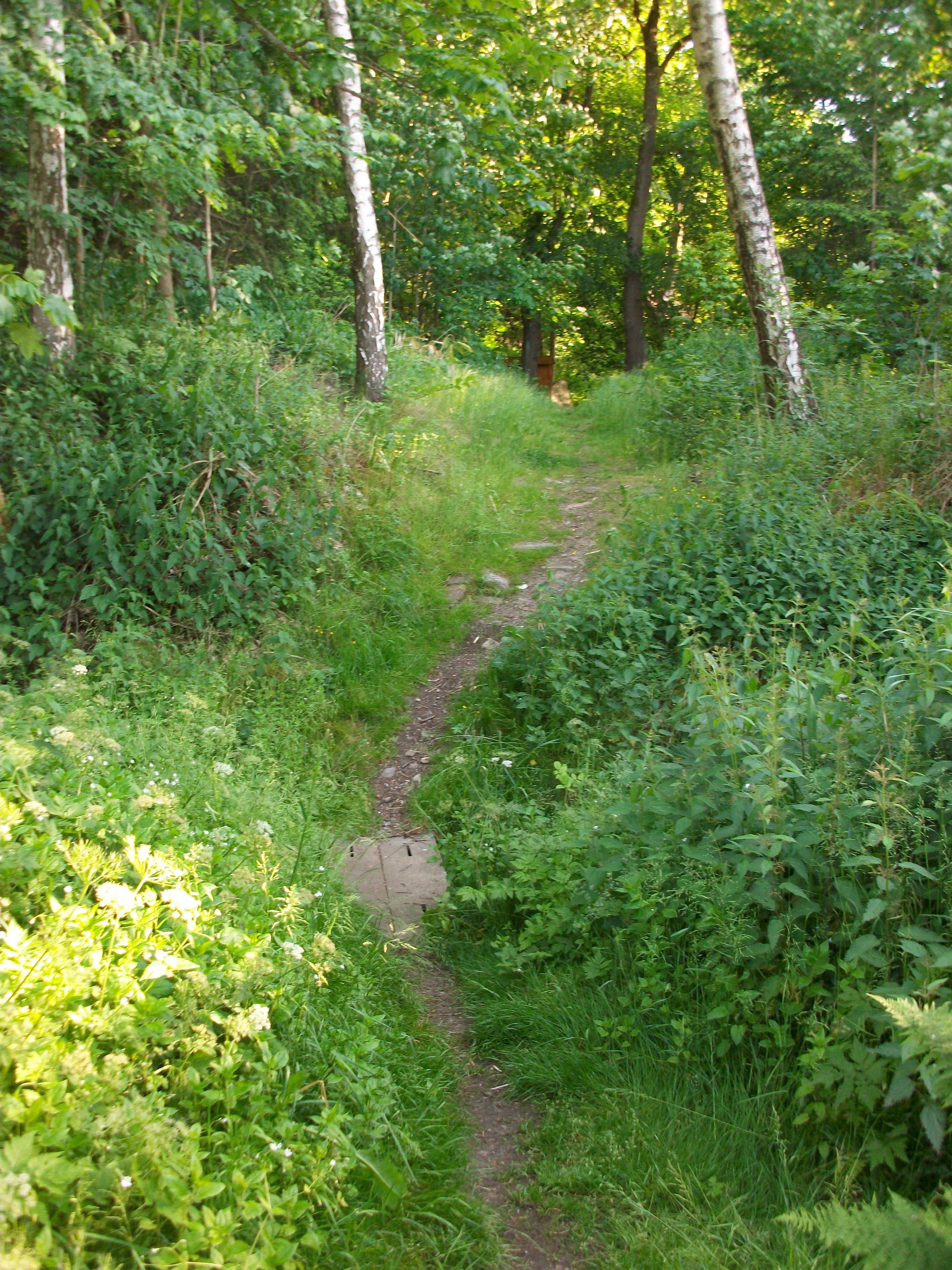
Vejprty-Grund, heutiger Wanderweg über die Grenze

### Lage
Die Flur der Ortslage Vejprty-Grund befindet sich am Kamm des Mittleren Erzgebirges am Talhang der im Westen und Norden verlaufenden Grenze zu Deutschland (Freistaat Sachsen), die im Westen der Pöhlbach (tschech.: Polava) bildet. Im Süden schließt sich das Stadtgebiet von Vejprty an.
Die einstige Bebauung wies den Charakter einer Streusiedlung auf. Sie breitete sich nördlich des Weiperter Stadtgebiets im Grenzwinkel zwischen der seit dem 19. Jahrhundert existierenden Grenzbrücke der Bahnstrecke Vejprty–Annaberg-Buchholz unt Bf über den Pöhlbach im Westen und der Straße zum Weißen Hirsch im Südosten aus. Siedlungsschwerpunkte waren das Tal des Pöhlbachs, u. a. der Blechhammer im Norden, die alte Passstraße im Osten und ein Gebiet im Westen, wo die letzten heute noch existierenden Häuser des Ortsteils stehen (heutige Straßen „Údolní“, „Hasičská“, „Havířská“, „Máchova“, „U Mostu“, „Nouzov“ und „Pohraniční“).
Der einstige Grenzübergang am Blechhammer nach Kühberg wurde nach 1945 geschlossen. Heute existiert in dessen Nähe lediglich ein kleiner Übergang für Wanderer.

### Nachbarorte
|            | Kühberg                                     |                                      |
| Bärenstein | Kompassrose, die auf Nachbargemeinden zeigt |                                      |
|            | Vejprty (Weipert)                           | Siedlung Weißer Hirsch (zu Jöhstadt) |

## Geschichte

### Anfänge der Besiedlung von Weipert-Grund
Die Geschichte des ältesten Weiperter Ortsteils Grund ist eng mit dem 1335 erstmals urkundlich erwähnten Preßnitzer Pass (Preßnitzer Straße) verbunden. Dieser führte ursprünglich von Halle (Saale) über Altenburg, Zwickau, Hartenstein, Grünhain, Zwönitz und Schlettau nach Kühberg in das Tal des Pöhlbachs, wo dieser in Höhe des späteren Blechhammers über die „Böhmische Brücke“ passiert wurde. Diese wurde vom Erzgebirgschronist Christian Lehmann als „Landbrücke“ bezeichnet. Die „Behmische Brucken“ erscheint u. a. im Lehnbrief vom 20. Mai 1546 für Ilgen Wegener, wo sie den tiefsten Punkt seines Grundstückes, die Ecke zwischen Pöhlbach („Bernsteiner Wasser“) und Passstraße („Bernsteiner Straßen“) bezeichnet. Von dort führte der Preßnitzer Pass weiter über Weipert (heute: Vejprty), Pleil (heute: Černý Potok), Preßnitz (tschech. „Přísečnice“, heute im Staubereich der Talsperre Preßnitz liegend) nach Reischdorf (heute: Rusová), in dessen Ortslage er sich in Richtung Kaaden (heute: Kadaň) und Kralupp (heute: Kralupy u Chomutova) verzweigte. Seitdem die böhmische Herrschaft Schlettau jenseits des Pöhlbachs im Jahr 1413 durch Fritz von Schönburg auf Hassenstein (heute: Hasištejn) an das Kloster Grünhain verkauft worden war, bildet der Pöhlbach im Bereich des späteren Ortsteils Grund die sächsisch-böhmische Grenze. Dass es im Waldgebiet zwischen Weipert, Pleil-Sorgenthal und Preßnitz mindestens seit dem 15. Jahrhundert Eisenerzbergbau gab, belegt die Erwähnung des Hammers Wyprecht bzw. des Grenzzeichens „by dem wyprechte“ in der Verkaufsurkunde der Herrschaft Schlettau vom 20. Januar 1413. Dass das Hammerwerk in der Folgezeit wüst gefallen ist, beweisen Lehensurkunden von 1526 und 1573, in denen die Rede vom „Wüsten Hammer Weyberth“ ist. In der Urkunde von 1526 wurde die im Jahr 1506 erfolgte Belehnung von Hans Schneider mit dem wüsten Hammer Weiperth bestätigt. Dieser lag in der Nähe der Grenzbrücke und ist nicht mit dem späteren Blechhammer zu verwechseln.
Zur Zeit des Dreißigjährigen Kriegs (1618–1648) bildete der zum Hohlweg ausgeformte Passweg an der Grenze ein Schutzwall gegen die schwedischen Heere, weshalb er auch „Schwedenschanze“ genannt wurde. Er konnte mit Baumstämmen blockiert werden. 1641 tobte in der Pleiler Heide oberhalb von Weipert-Grund die Schlacht bei Preßnitz. 1644 quartierten sich die kaiserlichen Truppen im unteren Bereich des Weges im Blechhammer ein.

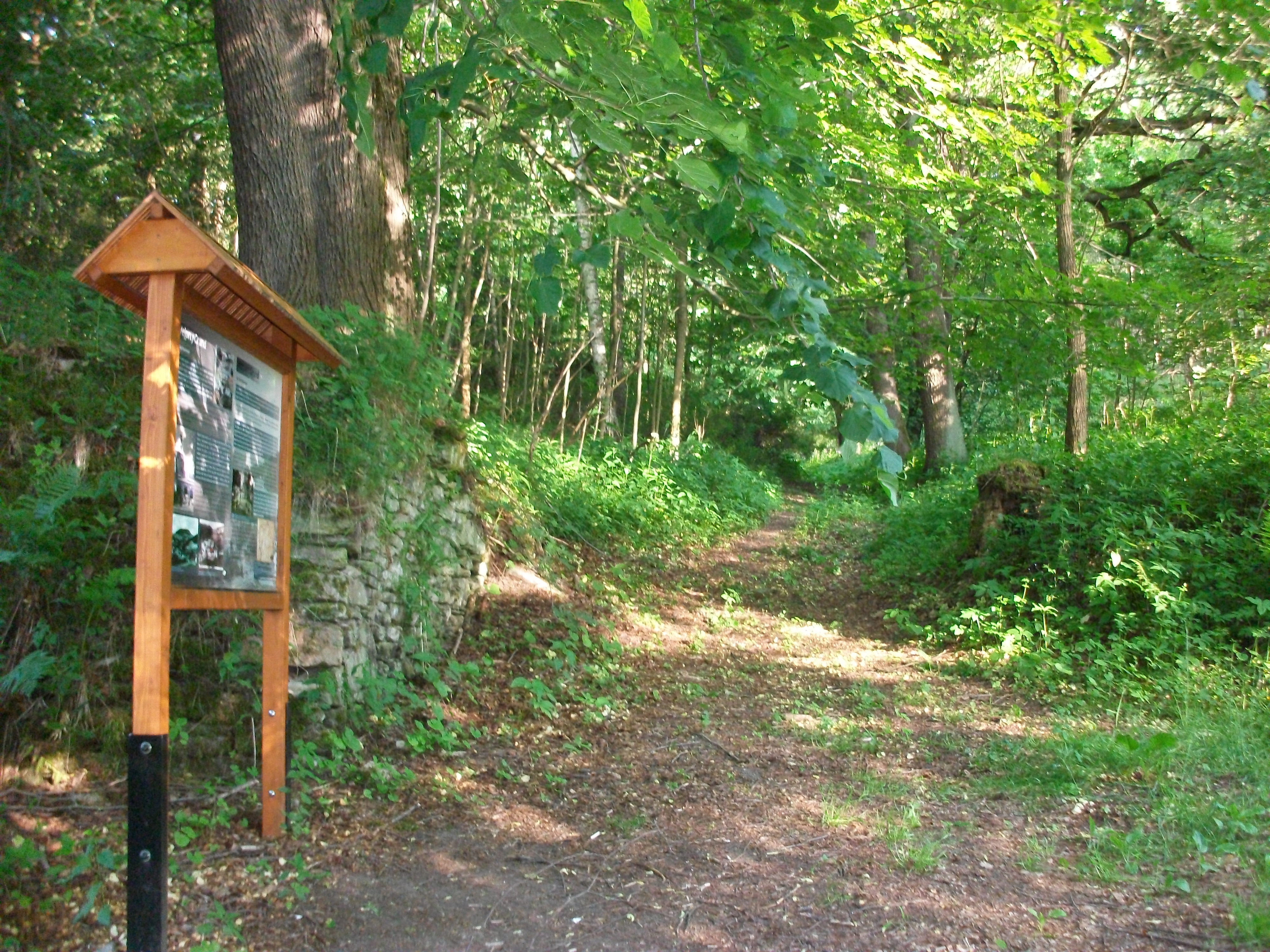
Vejprty-Grund, Beginn des Hohlwegs am Alten Passweg beim Blechhammer
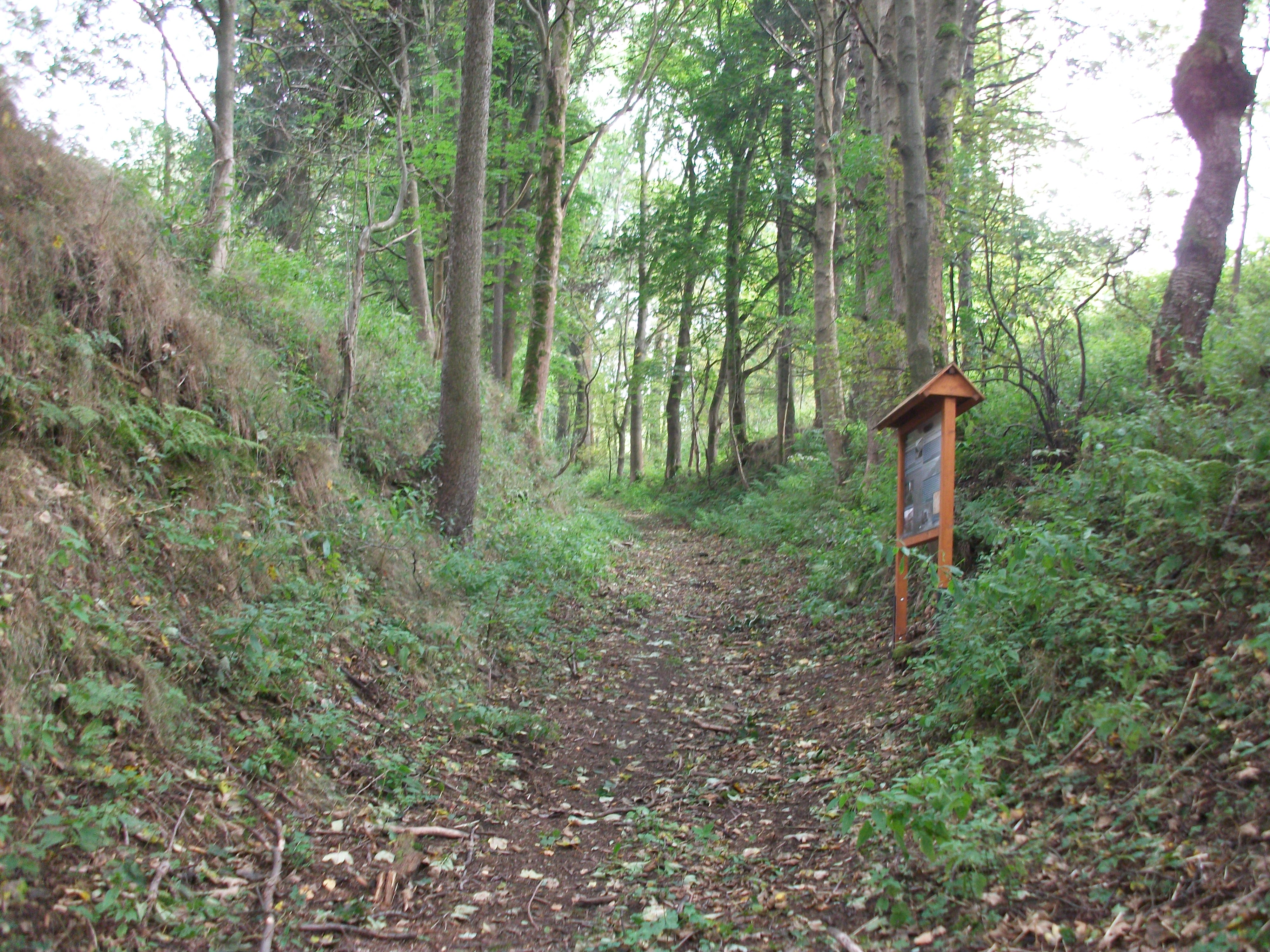
Vejprty-Grund, Alter Passweg (Hohlweg)

### Der Blechhammer in Weipert-Grund

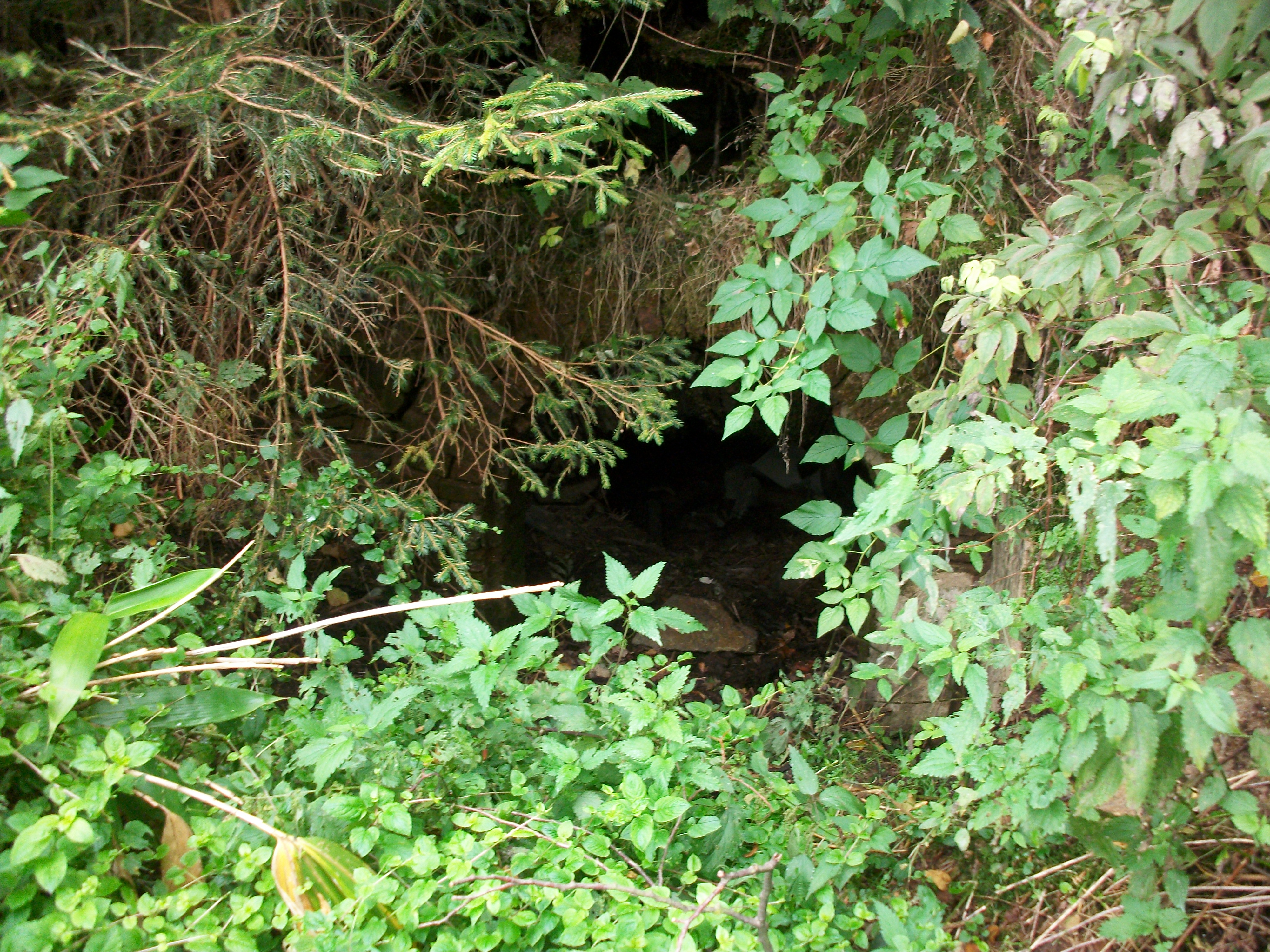
Vejprty-Grund, Kellergewölbe des Gasthofs am Blechhammer (2017)

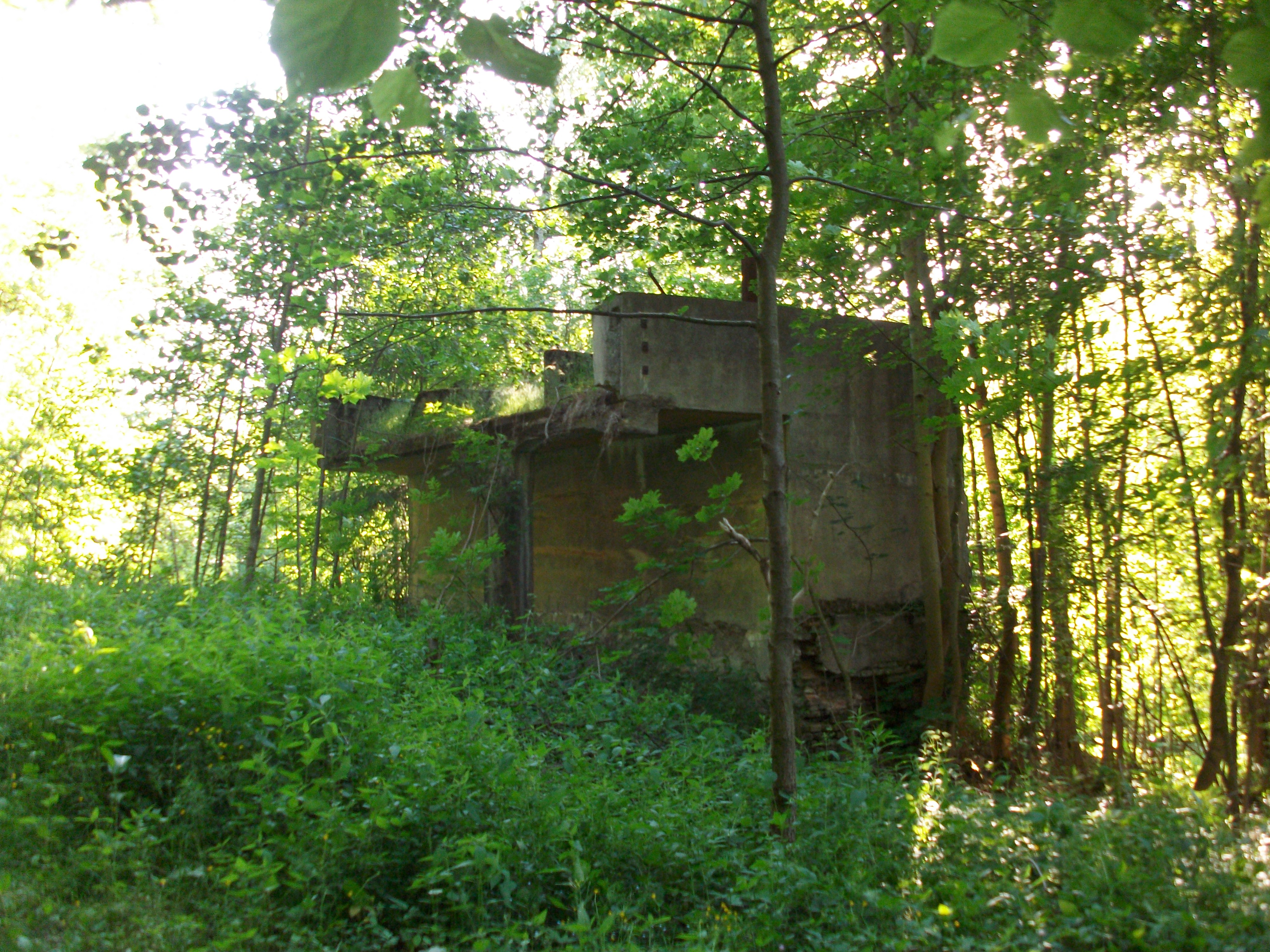
Vejprty-Grund, Ruine am Blechhammer (2017)

Die Passstraße hatte im Tal des Pöhlbachs auf sächsischer und böhmischer Seite enorme Steigungen zu überwinden, was bis heute an den Hohlwegen auf böhmischer Seite in Richtung Weißer Hirsch ersichtlich ist. Direkt auf böhmischer Seite hinter der „Böhmischen Brücke“, wo die Passstraße den Pöhlbach und die Landesgrenze überquerte, befand sich daher ein Gasthof (Fuhrmannschenke), der den Reisenden als Ausspanne und Herberge diente. Die Böhmische Brücke befand sich wenige Meter bachaufwärts von der heutigen Straßenbrücke von Kühberg nach Jöhstadt.
Der Gasthof an der Böhmischen Brücke war talabwärts das unterste Haus von Weipert und befand sich unmittelbar rechts vom Pöhlbach an der Stelle, wo die Grenze den Pöhlbach verlässt. Er wurde bereits im Jahr 1661 erwähnt und gehörte damit zweifellos zu den ältesten Gebäuden Weiperts. Auf Erlass des Kaisers entstand im Jahr 1661 gegenüber dem Gasthof ein wasserbetriebenes Hammerwerk. Dieses stellte jährlich 700 m² verzinktes Blech her. Daher erhielt die Gegend um den Hammer im Volksmund den Namen „Ziehbusch“. Bereits im Baujahr des Hammerwerks wie auch in den Folgejahren kam es mit dem Annaberger Stadtrat und dem Nachbarort Bärenstein auf sächsischer Seite zu Streitigkeiten über die Wassernutzungsrechte. Hintergrund war, dass bei Trockenheit zu wenig Wasser für alle Nutzer zur Verfügung stand, jedoch Bärenstein und der Annaberger Floßgraben Vorrechte hatten. Im Zuge der Gegenreformation siedelten sich nach 1660 zahlreiche protestantische Arbeiter von Weipert-Grund ihres Glaubens wegen im benachbarten, sächsischen Bärenstein an, was die Taufregister der Bärensteiner Kirche belegen.
Im Jahre 1697 wurde die Herstellung von Blech eingestellt. Sie wurde erst im ersten Drittel des 18. Jahrhunderts wieder aufgenommen. In späterer Zeit wurde im Hammerwerk eine Papiermühle betrieben, die nach ihrem Besitzer „Trinksmühle“ (Haus Nr. 8) genannt wurde. In ihr wurde neben Papier auch Pappe für Verpackungsmaterialien hergestellt.
Für den der Mühle gegenüber liegenden Gasthof hat sich im Laufe der Zeit der Name Blechhammer eingebürgert. Diese Schänke hieß ursprünglich „Plechtal“, später „Zur Weintraube“ und im Volksmund „Wildes Eck“. Dieses für die Weiperter Gegend beliebte Lokal wurde im Jahr 1749 an die Stadt verkauft. Nach einem Brand wurde sie im Jahr 1880 abgetragen. An ihrer Stelle entstanden moderne Fabrikhallen, in denen Trikotagen und Posamente hergestellt wurden. Zwischen 1839 und 1945 war die Familie Schmidl Mehrheitseigentümer des Industriekomplexes „Blechhammer“. 1851 erfolgte die Gründung der „Posamentenfabrik Julius Schmidl & Co.“. In den 1930er Jahren waren 150 Personen in dem Betrieb beschäftigt. Die Gaststätte war bis in diese Zeit weiterhin ein beliebtes Ausflugslokal.

### Der Weiperter Ortsteil Grund bis 1938

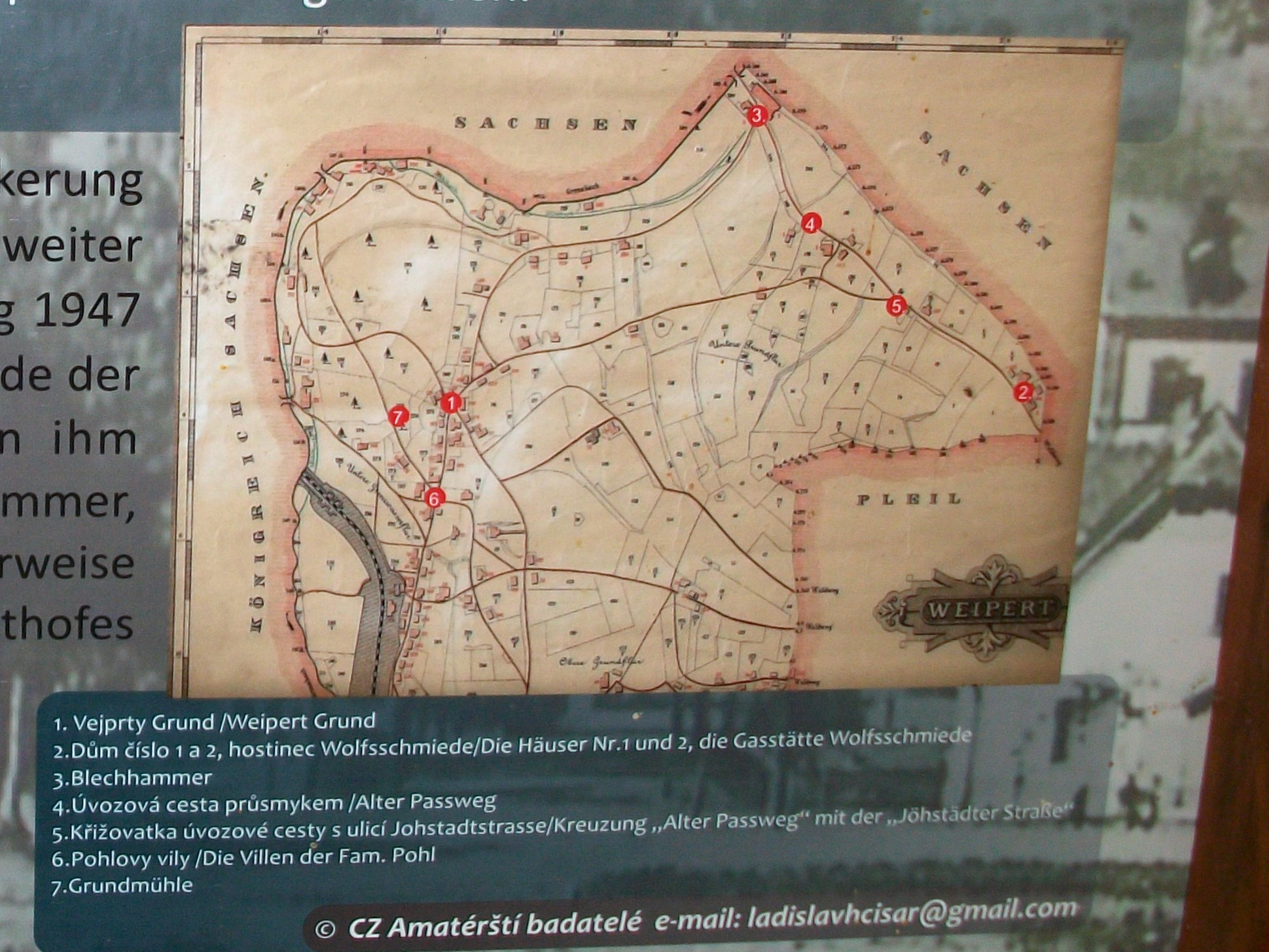
Weipert-Grund, historische Landkarte

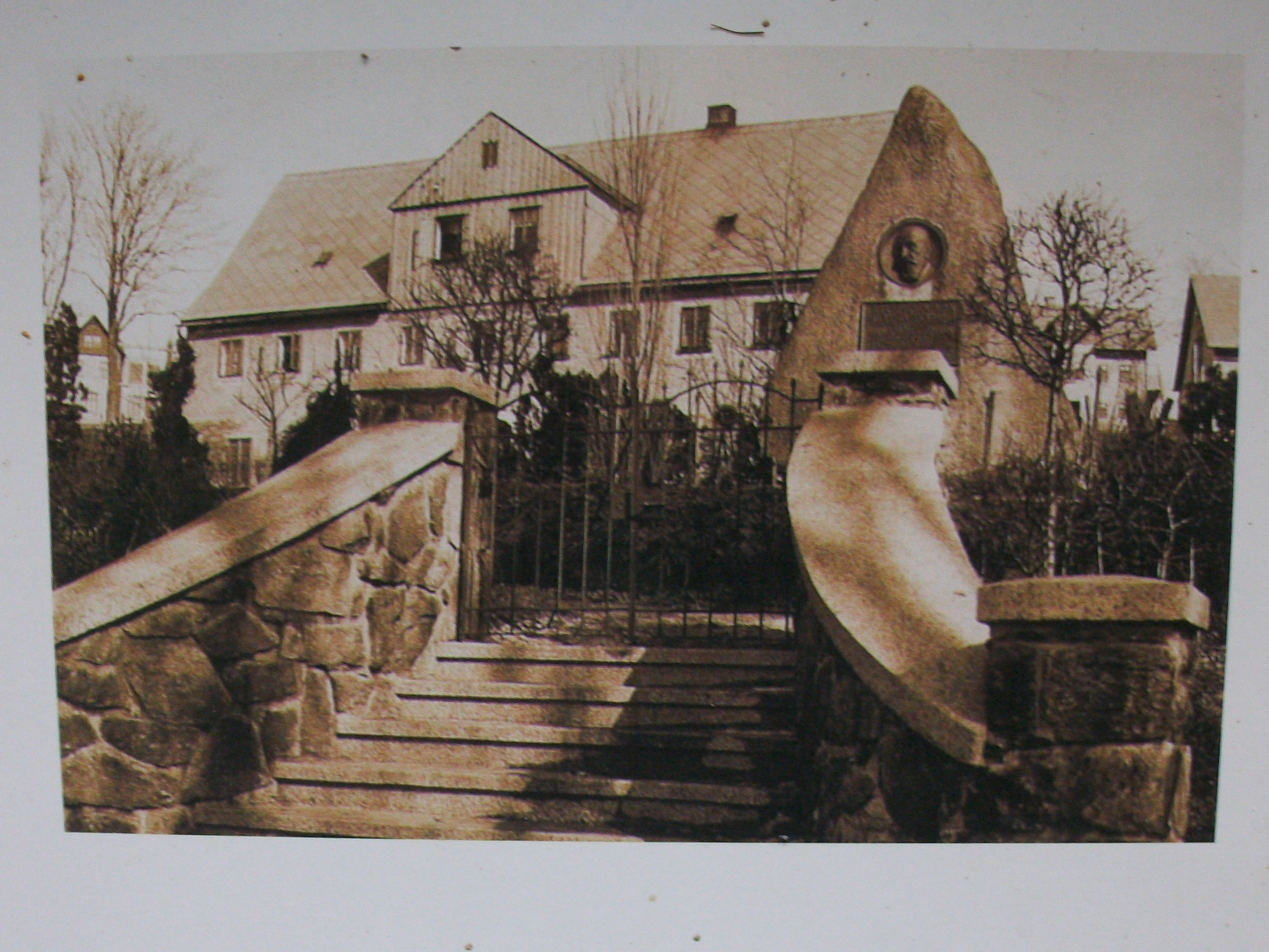
Vejprty-Grund, historischer Standort des Dr.-Illner-Denkmals vor der Schule im Grund

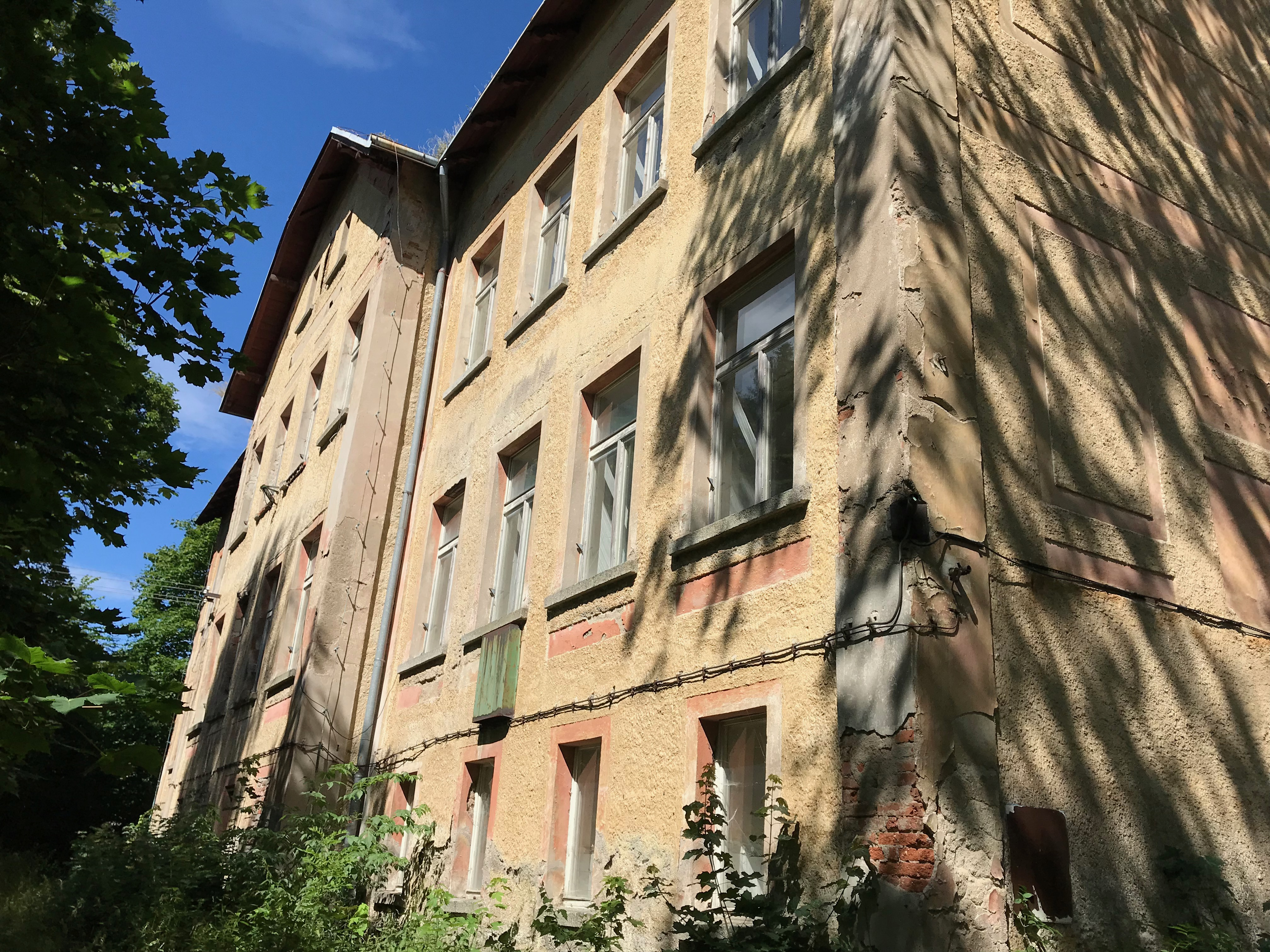
Vejprty-Grund, Ehemalige Schule (2018)

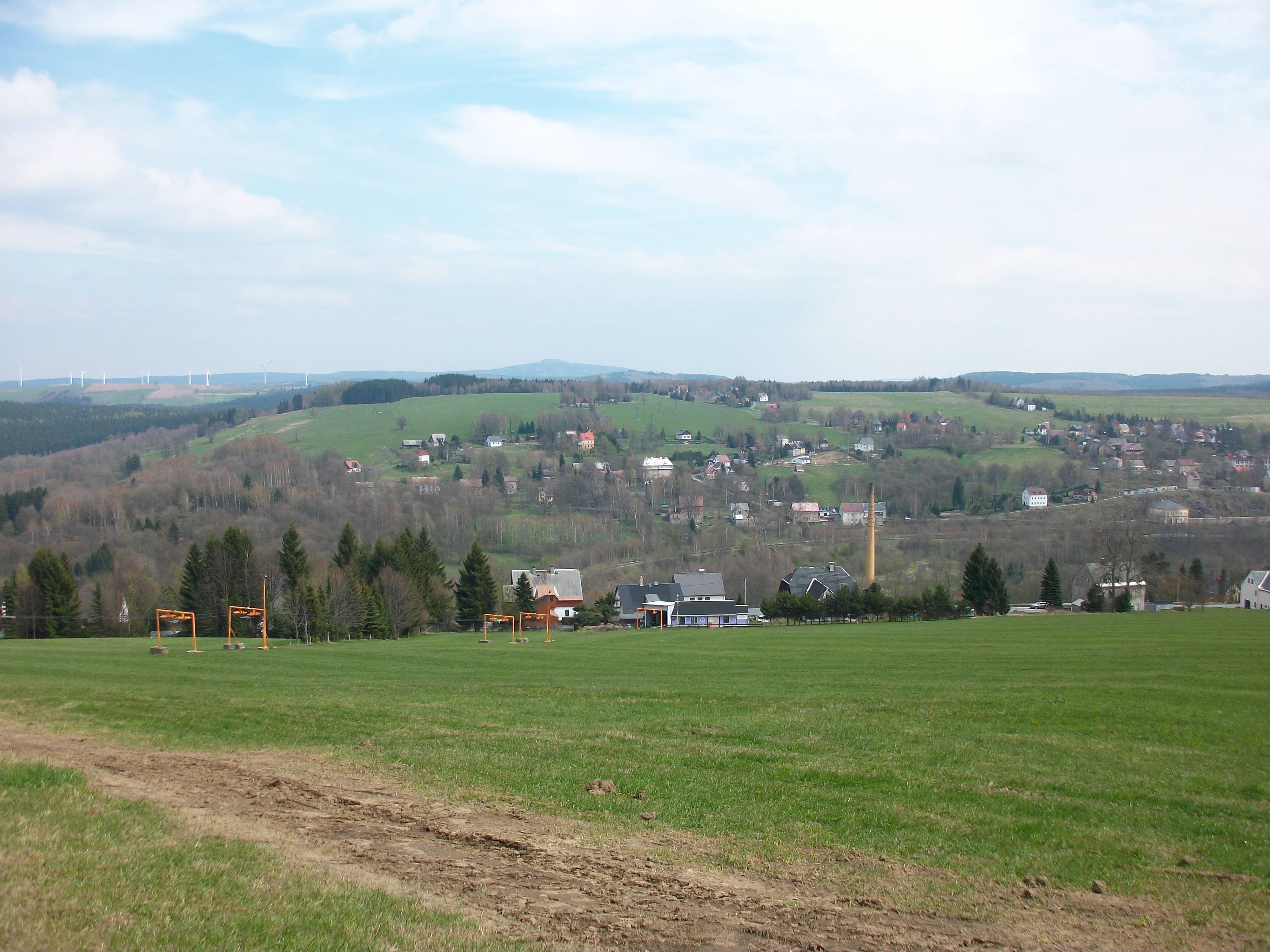
Berg Bärenstein, Blick auf den noch bestehenden Teil von Vejprty-Grund

Der Weiperter Ortsteil Grund entstand später als der Blechhammer. Einige Häuser der Streusiedlung, die sich nördlich des Weiperter Stadtgebiets ausbreitete, standen bereits im 17. Jahrhundert. Aufgrund der Lage im Tal des Grenzbachs Pöhlbach ist das Stadtgebiet von Weipert lang und schmal. Aufgrund seiner Entfernung vom Weiperter Stadtzentrum wurde der Grund „Balkan“ genannt und der noch weiter entfernte Blechhammer die „Herzegowina“. Im Jahr 1770 wurden in Weipert per Resolution der Erzherzogin von Österreich und Königin von Böhmen, Maria Theresia die bestehenden Häuser „vom Blechhammer beginnend“ durchnummeriert.
Der Ortsteil Grund hatte eine Ausdehnung vom Grenzwinkel zwischen der seit dem 19. Jahrhundert existierenden Eisenbahnbrücke über den Pöhlbach im Westen, entlang des Pöhlbachs zum Blechhammer im Norden und von dort im rechten Winkel entlang der alten Passstraße zum Weißen Hirsch im Südosten. Entlang des Grenzbachs und des Alten Passwegs entstanden mit der Zeit zahlreiche Wohnhäuser, Fabriken und Werkstätten. Am Alten Passweg, der aufgrund der ausgiebigen Nutzung aus mehreren parallelen Hohlwegen bestand, entstanden die Häuser Nr. 1 bis 6. Die Häuser Nr. 3 bis 5 an der Kreuzung des Alten Passwegs mit der Jöhstädter Straße waren zu früheren Zeiten Vorspannhäuser, wo an die Pferdegespanne für die Bergfahrt weitere gemietete Zugtiere angespannt wurden. Weitere Gebäude waren u. a. die Ehrenfeld-Fabrik (Nr. 880), in der Posamente hergestellt wurden sowie die Wohnhäuser und Villen von Fabrikbesitzern aus dem 19. und 20. Jahrhundert und Bauerngüter. Am oberen Ende der Passstraße lagen unweit des „Katharinafelsens“ die Häuser Nr. 1 und 2. Ab ca. 1900 befand sich in Haus Nummer 2 die bekannte Gaststätte „Wolfsschmiede“, deren ursprünglicher Name „Stadt Weipert“ war. Die eigentliche „Wolfsschmiede“, von der die Gastwirtschaft ihren Namen hatte, befand sich auf sächsischer Seite in der Nähe des Weißen Hirschs. Wann diese aufgegeben wurde, ist nicht bekannt. Rund 15 Meter hinter den beiden Gebäuden der böhmischen Wolfschmiede und des Nachbarhauses erreichte man die böhmisch-sächsische Grenze, von der die Passstraße weiter zum Weißen Hirsch führte. Dort befand sich auf böhmischer Seite ein Forsthaus und auf sächsischer Seite der heute als „Berghof“ bekannte Gasthof und ein Forsthaus.
Im Westen der Ortsflur von Grund befand sich zwischen der Grenze am Pöhlbach im Westen und der heute „Údolní“ genannten Straße ein weiterer Siedlungskern. In diesem Gebiet stand bis in die 1950er Jahre auf der linken Straßenseite der Grundmühlstraße (später: Anton-Günther-Straße bzw. Smetanova třída genannt) das Haus Nr. 650. Dieses war die architektonisch interessante Villa des Josef Pohl. Am Hang darunter folgte rechts der Pohlmühlstraße (später: Mlýnská ulice) der Prachtbau von Anton Pohl mit der Hausnummer
442. Im unteren Teil der Pohlmühlstraße stand die Spinnerei der Firma „Franz Pohl und Söhne“ (Hausnr. 22), welches ursprünglich „Bärenmühle“ genannt wurde. Die Geschichte der Familie Pohl in Weipert begann im Jahre 1804, als Franz Pohl als Handelsreisender für Strümpfe von Rumburg nach Weipert übersiedelte. Im folgenden Jahr kaufte der das Haus Nr. 4 am Alten Passweg und begann eine eigene Strumpfproduktion in Weipert. 1806 gründete er die Firma „Franz Pohl“, die später in „Franz Pohl und Söhne“ bzw. um 1880 in „Franz Pohls Söhne Nachfolger“ umbenannt wurde. Am Tag der Beerdigung eines Sohns von Franz Pohl brannte die Spinnerei (Haus Nr. 22) vollständig aus. Danach wurde die auf die Herstellung von Strümpfen, Socken, Handschuhen und Mützen mit modernen Strickmaschinen ausgerichtet und auf die umliegenden Orte ausgedehnt. Ende des 19. Jahrhunderts beschäftigte die Firma 350 Maschinenarbeiter, 100 Hilfsarbeiter und 150 Näherinnen, die eine für die damalige Zeit überdurchschnittliche Absicherung (Unfall- und Krankenversicherung, Zusatzrente) erhielten. Die Familie Pohl war um 1900 die reichste Familie in Weipert geworden, die sich auch wohltätig in die Stadt einbrachte. Die Brüder Franz, Josef und Anton Pohl schenkten ihrer Heimatstadt ein Krankenhaus, das 1891 eingeweiht wurde. Dieses Gebäude (Haus Nr. 670) wird heute als Betreutes Wohnen genutzt. Im Jahr 1902 kam noch ein Haus für Ordensschwestern (Haus Nr. 875a) und ein Spital dazu. 1893 wurden die Brüder zu Ehrenbürgern der Stadt benannt. Weiterhin unterstützten sie den Bau der Schule im Stadtteil Grund (Haus Nr. 705) finanziell und gaben Geld zum Bau von Denkmälern. Bereits seit 1853 existierte der „Pohlsche Unterstützungsfond“, mit dem Kranke und Bedürftige unterstützt wurden.
Unweit der Pohlschen Villen befand sich bis 1958 das 1903 erbaute Gasthaus „Grundmühle“, welches jedoch nie eine klassische Mühle war. Aufgrund seiner idyllischen Lage im „Ziehbusch“ war das markante Gebäude mit dem Spitztürmchen ein beliebtes Ausflugslokal. Das Gebäude besaß einen großen Tanzsaal, eine Aussichtsterrasse und eine überdachte Gartenlaube. Nachdem der Sohn der Wirtsleute im Ersten Weltkrieg gefallen war und der Wirt im gleichen Jahr gestorben war, gab die Wirtin Anna Anger im gleichen Jahr die Gastwirtschaft auf. Zwischen 1922 und 1926 wurde im Lokal eine Fabrik eingerichtet. Erst nach 1927 wurde die Grundmühle wieder zu einem beliebten Ausflugslokal, bis der Zweite Weltkrieg das endgültige Aus brachte.
Im Nordwesten von Weipert-Grund befand sich direkt am Pöhlbach die 1905 gegründete Firma „Brauer & Gutberlet“, die Kartonagen herstellte. Später wurde sie zur Kommanditgesellschaft von Gustav Rupprich und Josef Nausch. Dort im „Goldenen Tal“ befand sich auch die Ausflugsgaststätte „Goldenthal“.
Um 1912 existierten weit fortgeschrittene Pläne der Verlängerung der Schmalspurbahn Wolkenstein–Jöhstadt über die sächsisch-böhmische Landesgrenze zum Bahnhof Weipert. Dieses Projekt sah jeweils einen Bahnhof in Pleil und in der zu Pleil gehörigen böhmischen Häusergruppe „Weißer Hirsch“ (gegenüber der sächsischen Häusergruppe Weißer Hirsch) am Conduppelbach vor. Die geplante Schmalspurbahntrasse wäre über einen Bogen über den Ortsteil Grund von Norden in den Bahnhof Weipert eingebunden worden. Wegen des Ersten Weltkrieges und der politischen Veränderung nach dem Krieg kam das Projekt jedoch über eine Entwurfsplanung nicht hinaus.
Als Teil der Stadt Weipert gehörte der Grund ursprünglich zur Herrschaft Preßnitz. Nach den Revolutionsjahren 1848/49 im Kaisertum Österreich wurde die Patrimonialgerichtsbarkeit aufgehoben. An ihre Stelle trat der Gerichtsbezirk Preßnitz, von dem 1901/02 der Gerichtsbezirk Weipert abgespaltet wurde. Dieser wurde dem neu gegründeten Bezirk Preßnitz zugeordnet. Durch die Niederlage des österreichisch-ungarischen Heeres im Ersten Weltkrieg 1918 und das Ende Österreich-Ungarns am 31. Oktober wurde auch das Ende des Kronlandes Böhmen besiegelt. Dadurch wurde im Jahr 1919 auch der Ortsteil Grund der böhmischen Stadt Weipert offiziell in die neue Tschechoslowakische Republik eingegliedert.

### Der Weiperter Ortsteil Grund von 1938 bis zum Abriss in den 1950er Jahren

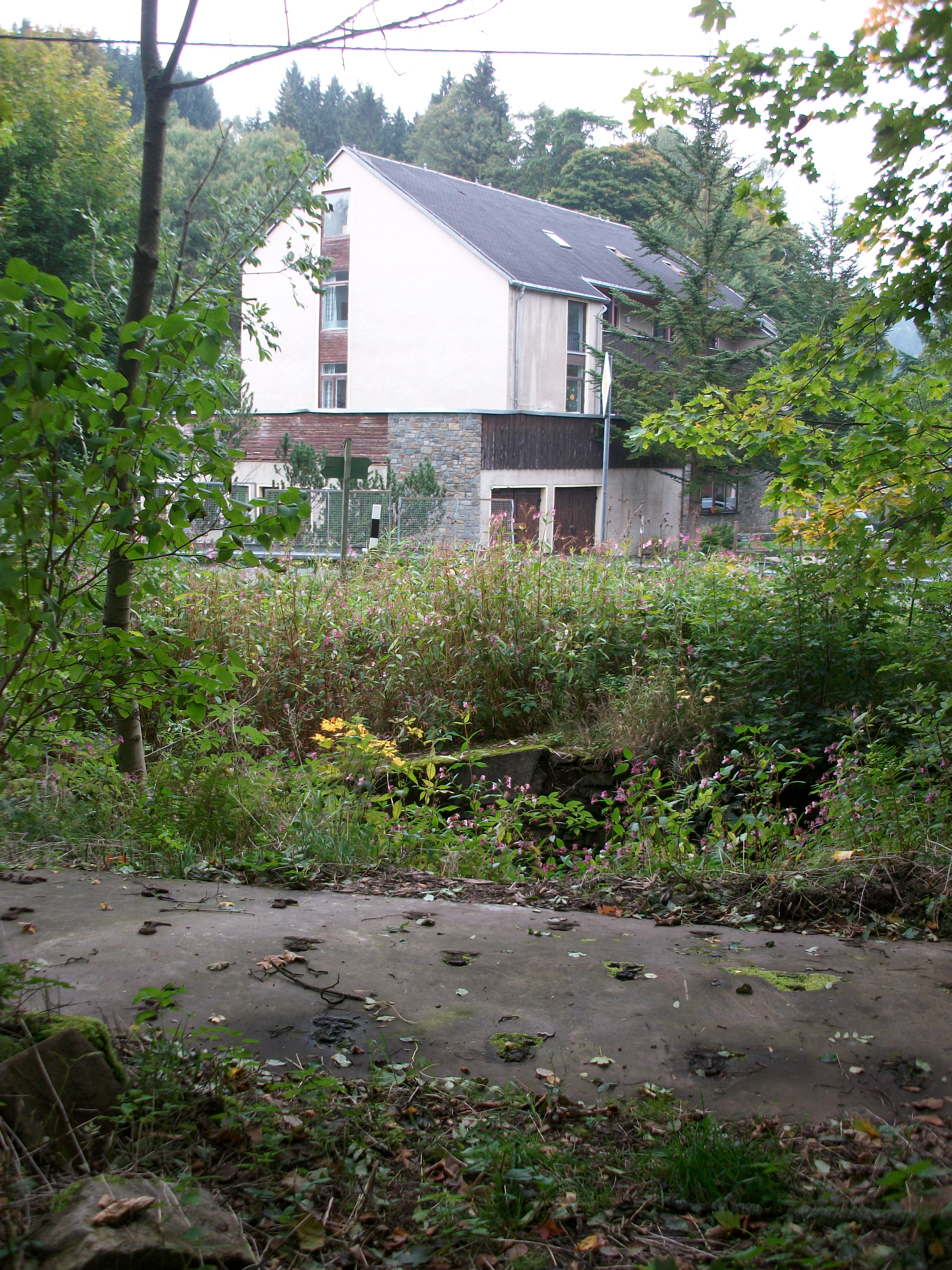
Vejprty-Grund, ehemaliger Grenzübergang an der Böhmischen Brücke mit Grenzsperre (2017)

Im Jahr 1938 wurden auf der Grenzbrücke über den Pöhlbach Grenzsperren aus senkrecht aufgestellten Eisenbahnschienen errichtet. Nachdem deutsche Truppen nach dem Münchner Abkommen im Oktober 1938 das Sudetenland und mit ihm auch die Stadt Weipert besetzten, erfolgte am 10. Oktober 1938 die Eingliederung in den Landkreis Preßnitz im Reichsgau Sudetenland. Dadurch entfiel im Oktober 1938 die Staatsgrenze nach Kühberg. Die 1939 geplante Teilung des Landkreises Preßnitz und die Eingliederung des Gerichtsbezirks Weipert in den Landkreis Sankt Joachimsthal wurde bis 1945 nicht durchgeführt. Im Jahr 1938 gab es in Weipert-Grund acht große Fabriken, von denen der Blechhammer allein 150 Beschäftigte hatte. Weiterhin gab es im Ortsteil acht Werkstätten, ein Hotel, sechs Gastwirtschaften, fünf Bäckereien, zwei Fleischer, drei Trafiken, sieben Lebensmittelläden, je eine Säge und eine Holzhandlung, drei Kohlenhändler, drei Friseurgeschäfte und vier Fuhrunternehmen.
Nach dem Ende des Zweiten Weltkriegs wurde im Jahr 1945 die Tschechoslowakei in den Grenzen aus der Zeit vor dem Münchner Abkommen wiederhergestellt, zu der nun auch die jetzt Vejprty genannte Stadt Weipert mit ihren Ortsteilen wieder gehörte. Sie wurde nun durch den Okres Chomutov verwaltet. Der Fußgängerübergang über die „Böhmische Brücke“ zwischen Kühberg und dem Blechhammer in Vejprty-Grund wurde aufgrund der veränderten politischen Situation im Jahr 1945 geschlossen. Zwischen 1945 und 1946 wurde die überwiegend deutschböhmische Bevölkerung vertrieben. Die Häuser blieben aufgrund der direkten Nähe zur Staatsgrenze zunächst unbewohnt und verfielen. Die Gaststube der „Grundmühle“ diente nach 1945 als Heulager für die Pferde der Grenzgendarmerie. In den Fabriken im Ortsteil Grund wurde zunächst weiter gearbeitet. Nach einer vermutlichen Brandstiftung brannte im Jahr 1947 der Blechhammer bis auf die Grundmauern nieder.
Im Jahr 1952 beschloss die Regierung der Tschechoslowakei die Einrichtung eines 100 Meter breiten Grenzstreifens mit Grenzzäunen und Wachttürmen. Dadurch fiel der gesamte nördliche Teil von Vejprty-Grund, der weit in sächsisches Gebiet hinein ragte, in den Bereich des Grenzsperrgebiets. Sämtliche darin befindliche Gebäude, d. h. Wohnhäuser, Villen und Fabriken wurden bis 1953 dem Erdboden gleichgemacht. Dies betraf u. a. die Häuser und Fabriken beim Blechhammer, die Häuser am Alten Passweg einschließlich der „Wolfsschmiede“, die Häuser, Fabriken und Villen der Familie Pohl, das Lokal „Grundmühle“, die Gebäude der einstigen Firma Brauer & Gutberlet im Goldenen Tal und die Häuser an der Jöhstädter Straße. Auch die „Anton-Günther-Ruh“ lag im Sperrgebiet und geriet durch ihre Zerstörung in Vergessenheit. Die einzigen Gebäude des Ortsteils Grund, die vom Abriss verschont blieben, waren die Häuser um die Schule des Ortsteils.

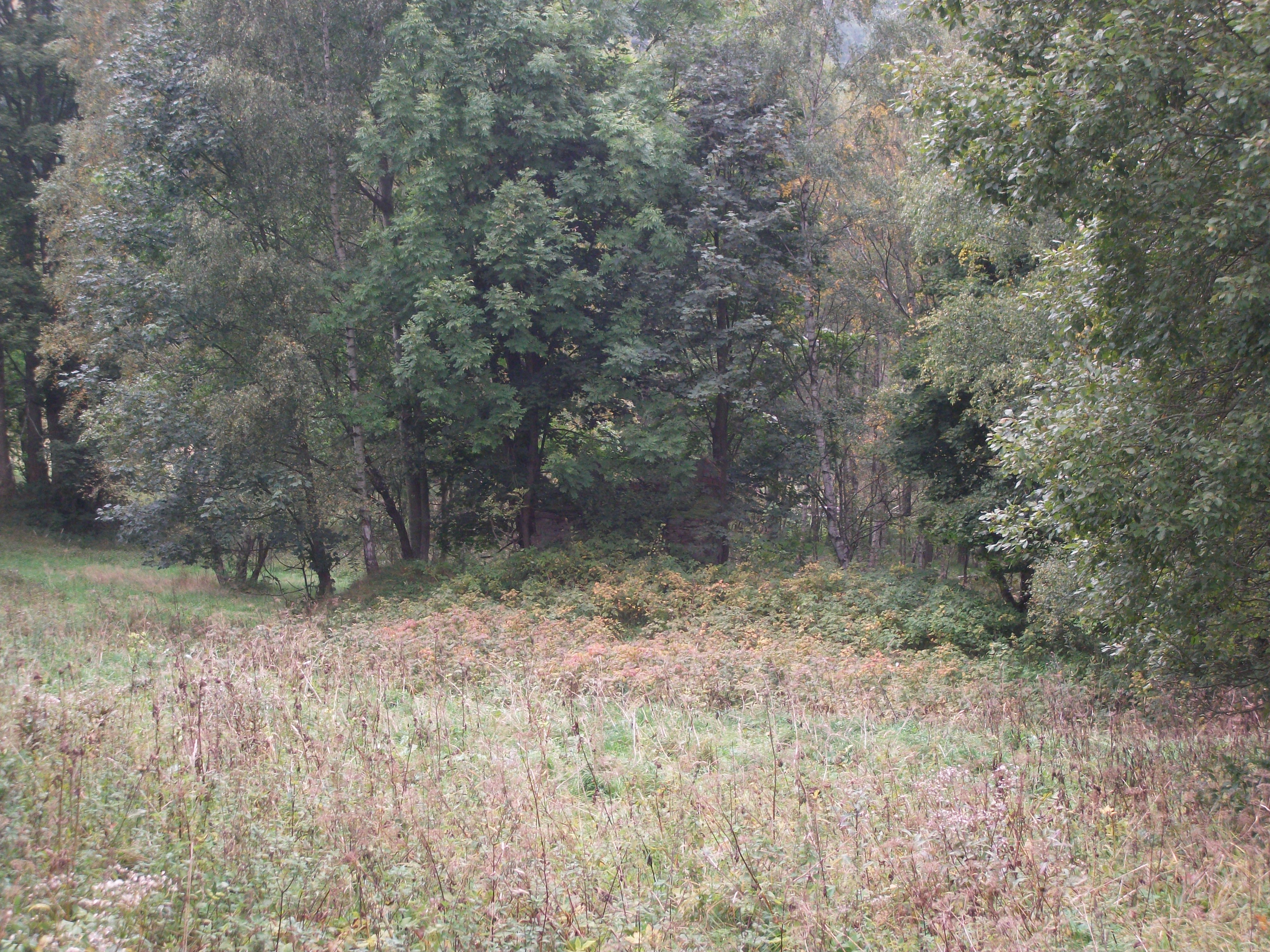
Vejprty-Grund, Fundamente eines abgerissenen Hauses (2017)
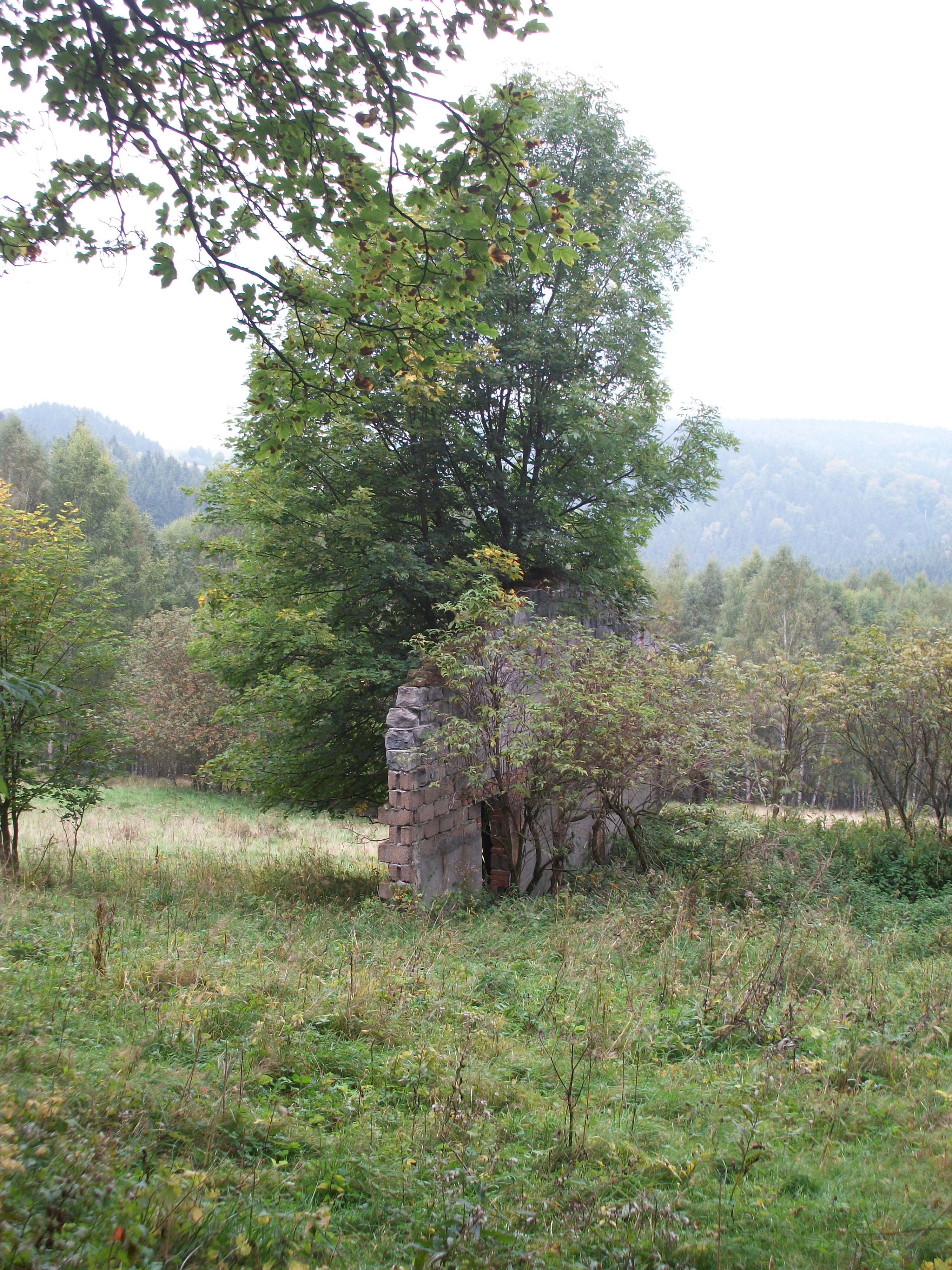
Vejprty-Grund, Ruinen an der ehemaligen Jöhstädter Straße (2017)
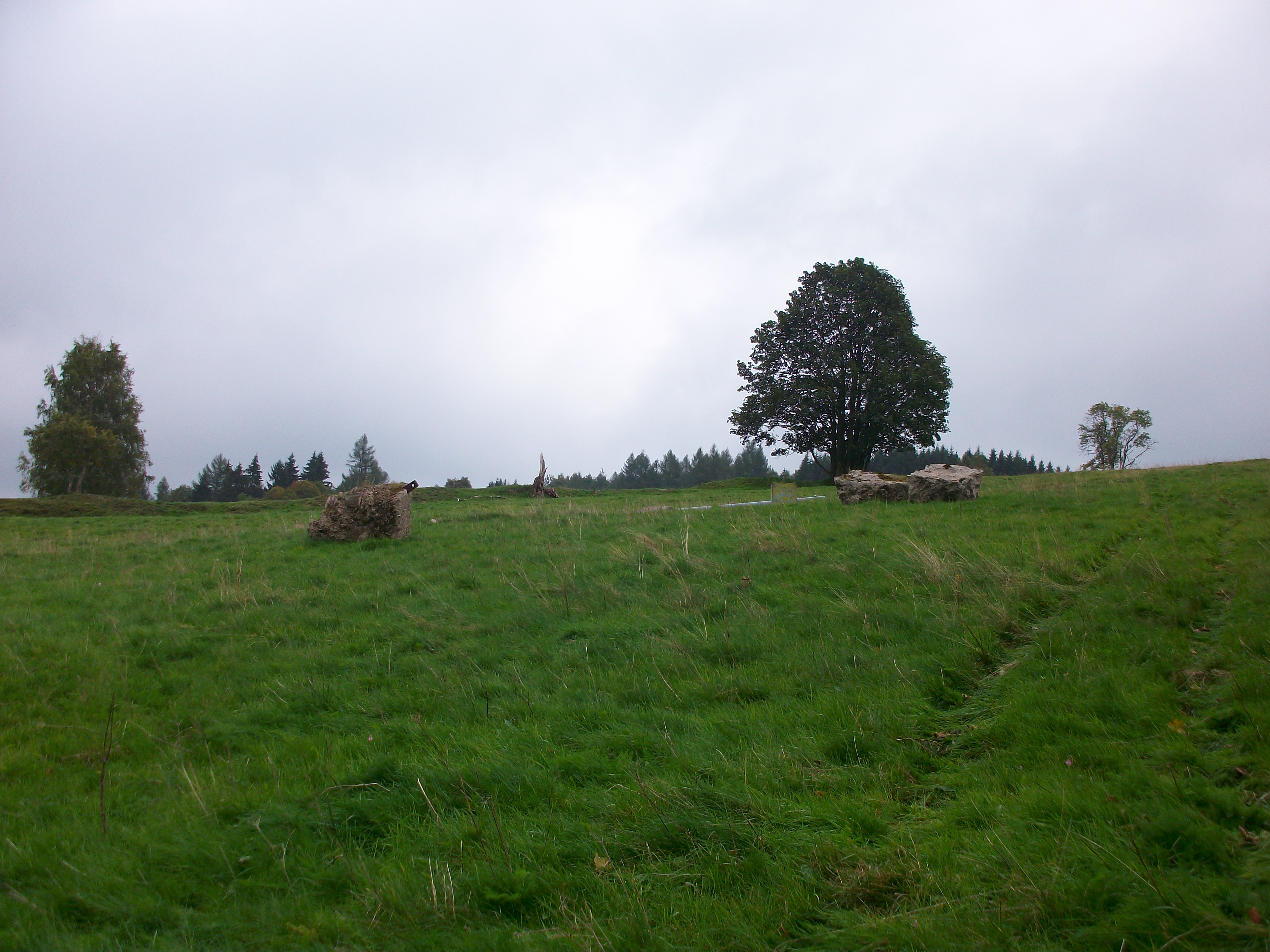
Vejprty-Grund, Hausreste (2017)

### Situation von den 1950er Jahren bis zur Gegenwart

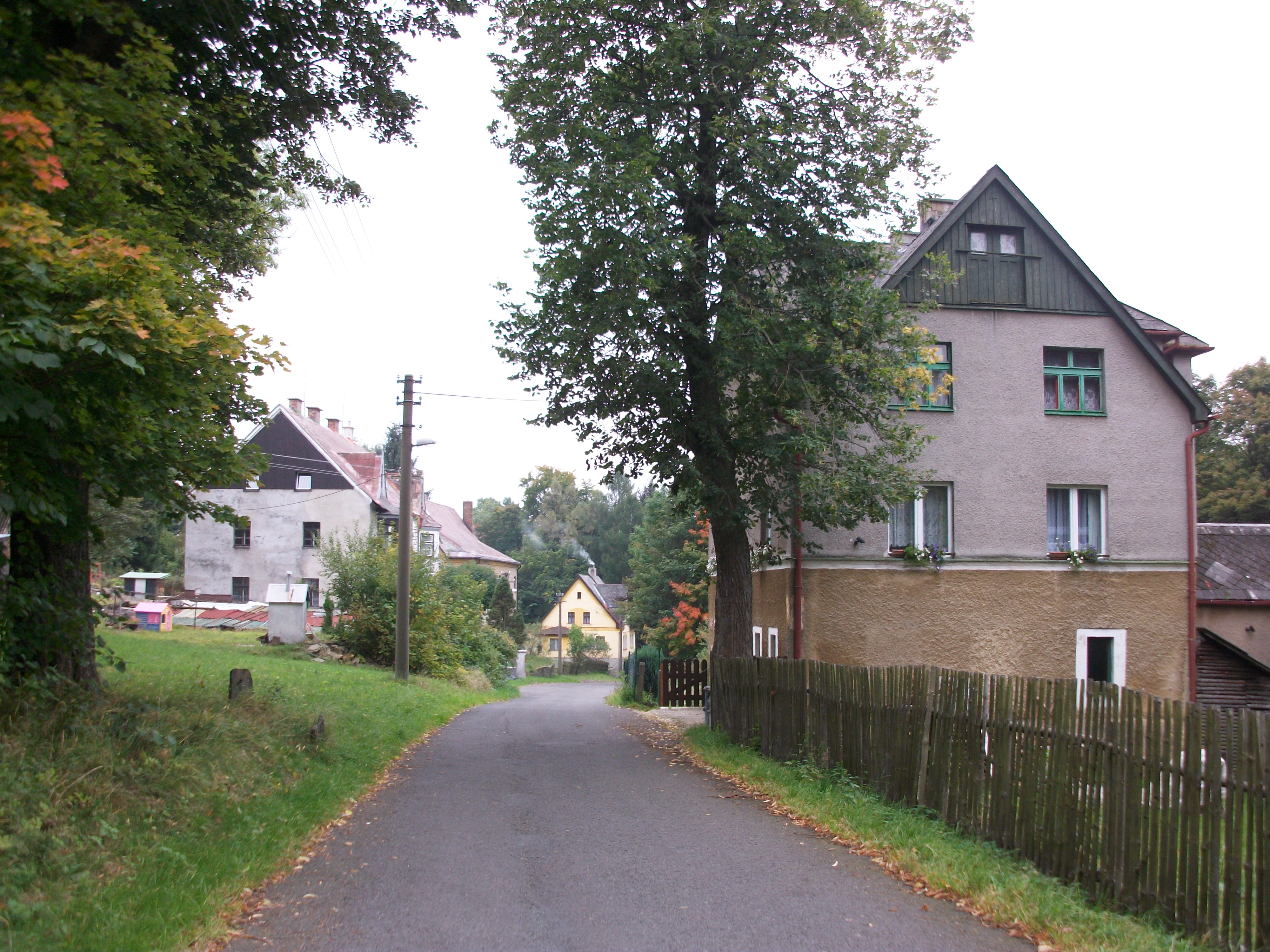
Vejprty-Grund, Häuser in der Straße Údolní

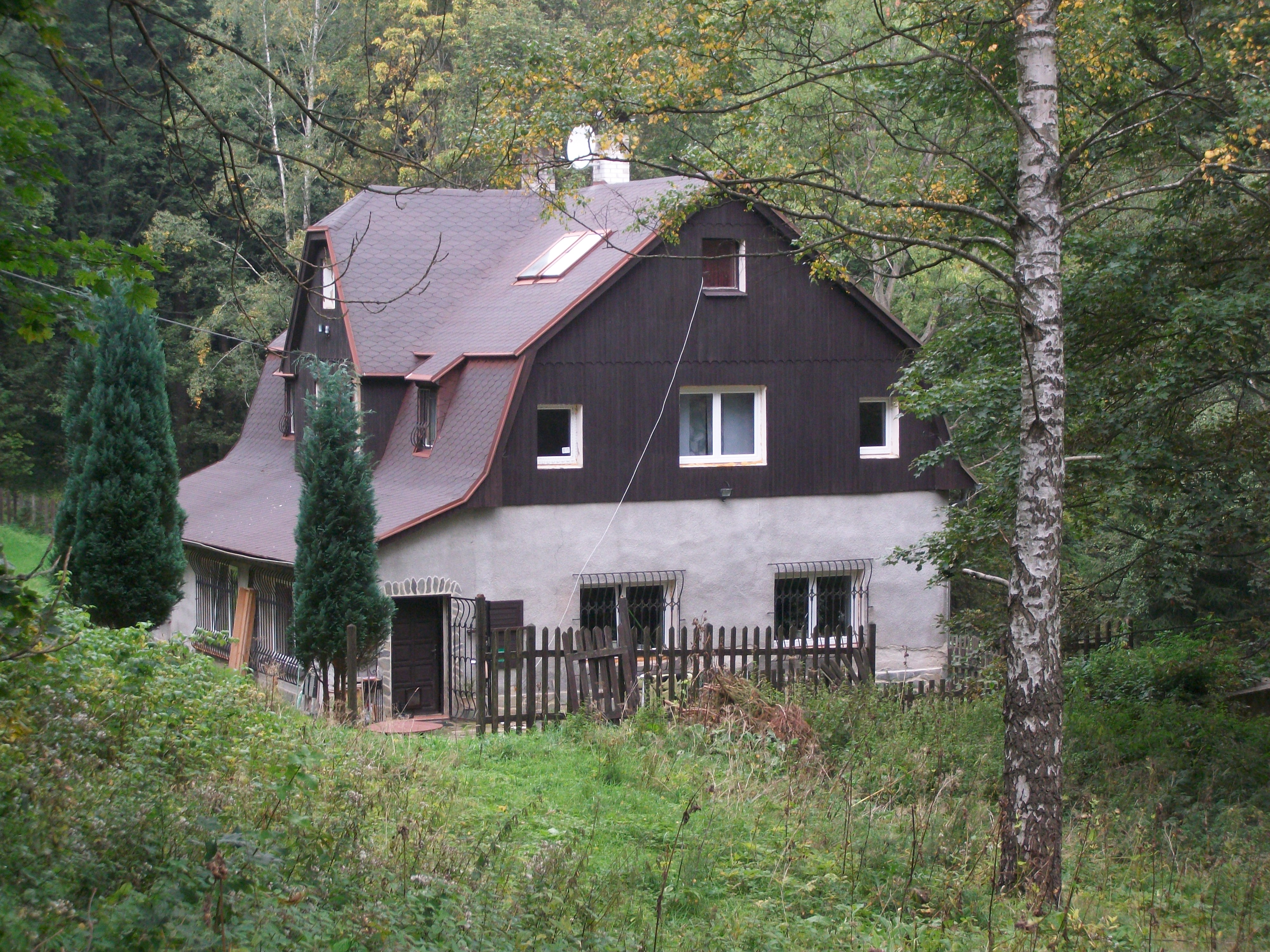
Vejprty-Grund, Haus in der Straße Pohraniční (2017)

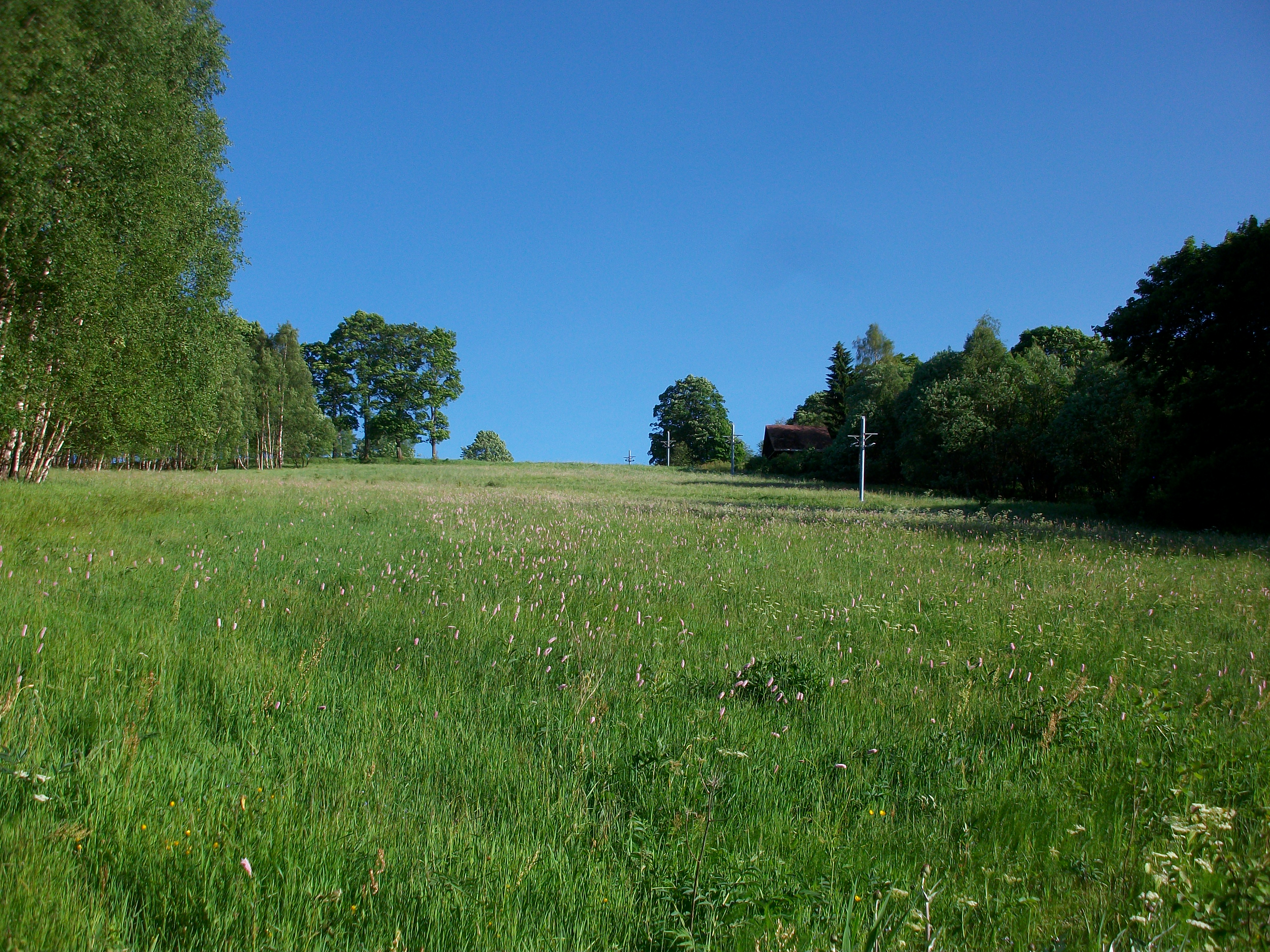
Vejprty-Grund, Skilift (2017)

Mitte der 1960er Jahre wurde die verbotene Zone des Grenzsperrgebiets wieder aufgehoben. Dennoch war die einstige Bebauung des Ortsteils unwiederbringlich zerstört. Zahlreiche Überreste der Gebäude, u. a. die Grundmauern der Grundmühle und der Häuser an der Jöhstädter Straße, die Kellergewölbe der Gaststätte am Blechhammer und die Ruine des Blechhammers überstanden die Zeit bis heute, jedoch zum Teil stark mit Bäumen und Gebüsch überwuchert. Der Name des 1947 abgebrannten Blechhammers ging auf das um 1980 auf der gegenüber liegenden sächsischen Seite errichtete Ferienhotel in Kühberg über.
Mit der politischen Wende in der DDR und der Samtenen Revolution in der Tschechoslowakei im Jahr 1989 und der damit einhergehenden Eingliederung des Staatsgebiets der DDR in die Bundesrepublik Deutschland 1990 und der Gründung der Tschechischen Republik 1993 änderten sich auch die Beziehungen beider Staaten zueinander. Die Öffnung der Staatsgrenze wurde weiterhin durch den Beitritt der Tschechischen Republik zur Europäischen Union 2004 und dem Beitritt zum Schengener Abkommen 2007 begünstigt. Dadurch wurde auch die Flur des einstigen Ortsteils Grund wieder voll zugänglich.
Im Jahr 2010 entdeckte ein Bärensteiner Einwohner nach jahrelanger Suche die Überreste des einstigen Gedenkortes der „Anton-Günther-Ruh“. Der neugegründete Verein „Denkmalpflege Weipert e.V.“ restaurierte und sanierte Gedenkstein samt Umfeld in den folgenden Jahren. Am 3. Juli 2013 wurde die „Anton-Günther-Ruh“ unter Anteilnahme von 600 Gästen feierlich neu geweiht. Am 8. Juli 2017 fand dort bereits zum fünften Mal ein Liederfest statt, welches vom Verein „Denkmalpflege Weipert e.V.“ und der Stadt Vejprty organisiert wurde. In den Jahren 2012/13 wurde das Areal des Hubertusfelsens unweit der „Anton-Günther-Ruh“ vom Verein „Denkmalpflege Weipert e.V.“ und der Stadt Vejprty von Wildwuchs befreit und wieder zugänglich gemacht. 2014 wurde der „Dr.-Illner-Gedenkstein“ von der ehemaligen Schule im Grund an den jetzigen Standort neben dem Hubertusfelsen versetzt. Weiterhin stellte der Verein „Denkmalpflege Weipert e.V.“ Informationstafeln in deutscher und tschechischer Sprache an bedeutsamen Orten im Grund auf, u. a. am Blechhammer, an der Wolfsschmiede, bei den Pohl-Villen, an der Anton-Günther-Ruh, am Hubertusfelsen und an der Grundmühle. Unweit des einstigen Fußgängerübergangs am Blechhammer kann die Staatsgrenze über einen kleinen Pfad überquert werden, wodurch die „Anton-Günther-Ruh“ auch von Kühberg aus erreichbar ist. Die Schienenreste der Grenzsperren aus dem Jahr 1938 sind dort nach der Freilegung der Fundamente wieder im Beton sichtbar. Im Bereich der Jöhstädter Straße befindet sich heute ein kleiner Skihang mit Lift.
Auf dem Berg Bärenstein auf sächsischer Seite befindet sich die „Gründner Bank“ und eine Informationstafel, die an den Ortsteil Grund erinnert. Von dort hat man einen guten Ausblick auf den einstigen Ort.

## Sehenswürdigkeiten
- Hubertusfelsen

Dem mächtigen Felsen im Westen des Stadtteils Grund hatte der 1907 gegründete „Weiperter Jagdclub“ den Namen ihres Schutzheiligen gegeben und in Stein gemeißelt. Zum 25. Jubiläum wurde 1932 eine Gedenktafel in den Fels verankert, die 2010 gewaltsam entwendet wurde. In den Jahren 2012/13 wurde das Areal vom Verein „Denkmalpflege Weipert e.V.“ und der Stadt Vejprty von Wildwuchs befreit und wieder zugänglich gemacht.
- Illner-Denkmal

Der Gedenkstein Dr. Illner erinnert an Dr. med. Franz Illner (1855–1924), welcher Stadtarzt und Ehrenbürger der Stadt Weipert war. Dr. Illner kümmerte sich wohltätig um arme und kranke Menschen der Stadt. Ein Jahr nach seinem Tod wurde 1925 ein Gedenkstein vor der Schule in Weipert-Grund aufgestellt. 2014 wurde dieser vom Verein „Denkmalpflege Weipert e.V.“ an den jetzigen Standort neben dem Hubertusfelsen aufgestellt.
- Anton-Günther-Ruh

Zu Ehren des ein Jahr zuvor verstorbenen erzgebirgischen Volksdichters und Heimatsängers Anton Günther wurde die „Anton-Günther-Ruh“ am 3. Juli 1938 im „Ziehbusch“ in Weipert-Grund geweiht. Sie wurde vom Weiperter Unternehmer und Naturfreund Karl Walter Schmidl gestiftet. Dazu mussten 2000 Kubikmeter Fels bewegt werden. Im Jahr 1945 wurde die Gedenkstätte im nunmehrigen Grenzsperrgebiet zerstört und galt als nicht mehr auffindbar. 2010 entdeckte ein Bärensteiner Einwohner nach jahrelanger Suche die Überreste des einstigen Gedenkortes. Der neugegründete Verein „Denkmalpflege Weipert e.V.“ restaurierte und sanierte Gedenkstein und Umfeld in den folgenden Jahren. Am 3. Juli 2013 wurde die „Anton-Günther-Ruh“ unter Anteilnahme von 600 Gästen feierlich neu geweiht.

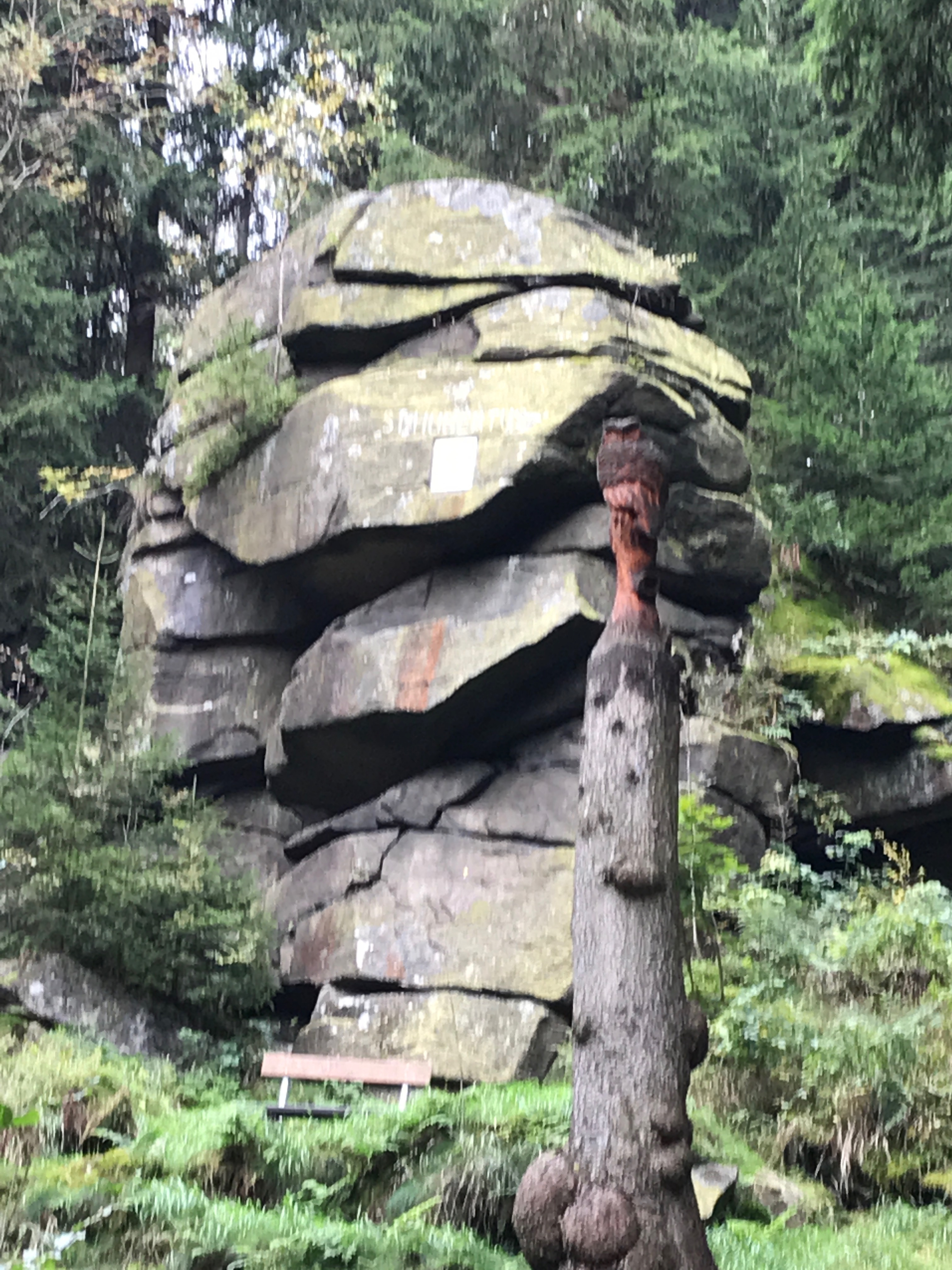
Hubertusfelsen in Vejprty-Grund
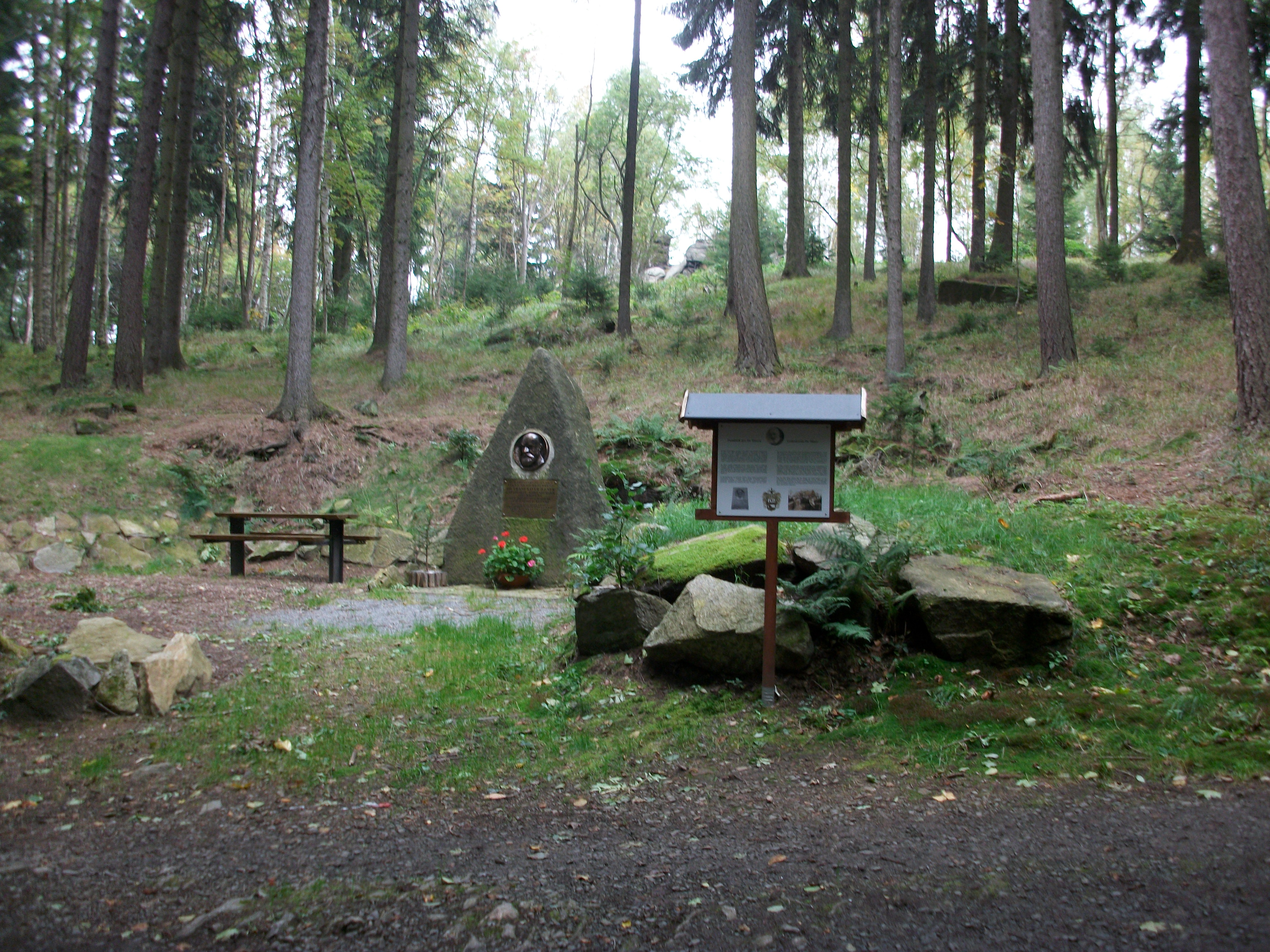
Vejprty-Grund, Dr.-Illner-Denkmal
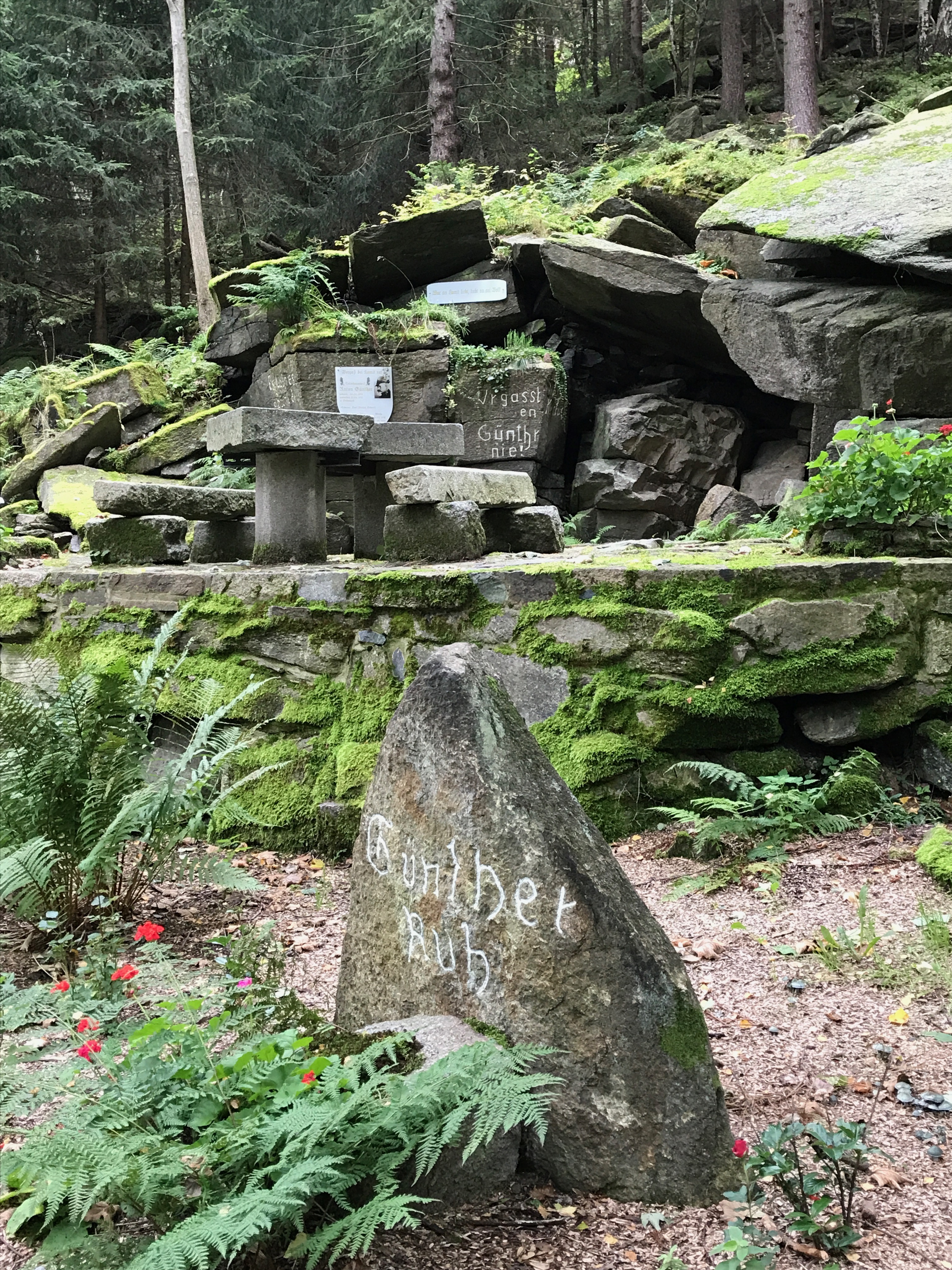
Anton-Günther-Ruh in Vejprty-Grund
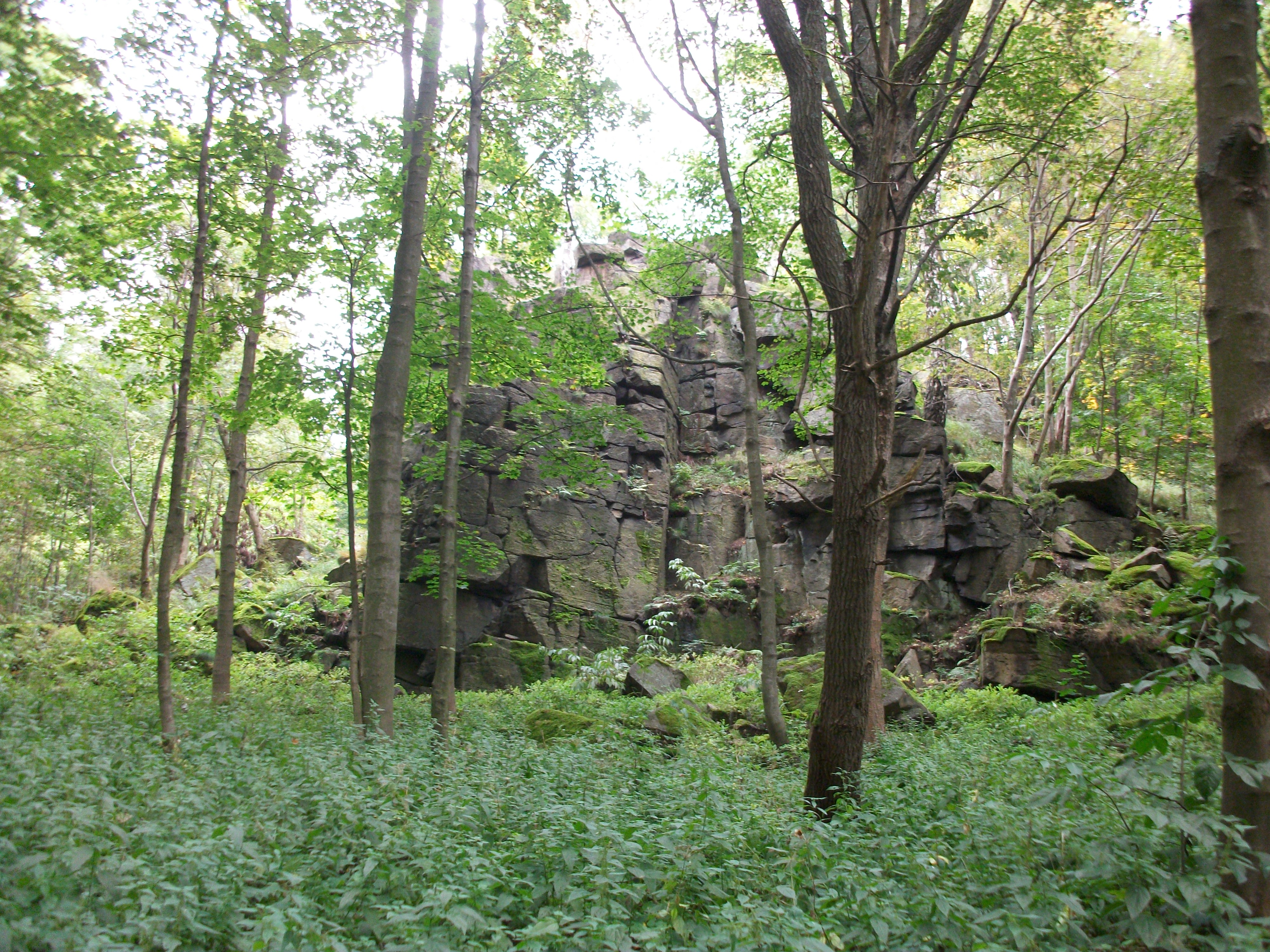
Vejprty-Grund, Felsen bei der ehemaligen Grundmühle